# Liste der Monuments historiques in Métabief
Die Liste der Monuments historiques in Métabief führt die Monuments historiques in der französischen Gemeinde Métabief auf.

## Liste der Immobilien
| Bezeichnung                   | Beschreibung                                                                                       | Standort                 | Kennzeichnung | Schutzstatus | Datum | Bild           |
| ----------------------------- | -------------------------------------------------------------------------------------------------- | ------------------------ | ------------- | ------------ | ----- | -------------- |
| Kommunale Mahl- und Sägemühle | 1882 erbaut; mit den wasserbaulichen Anlagen und der technischen Ausstattung; heute museal genutzt | 36 rue du Village (Lage) | PA00101795    | Classé       | 1992  | weitere Bilder |